# 수성 탐사
수성 탐사는 사람들에게 그리 관심 받는 주제는 아니었다. 왜냐하면, 내행성 중에서도 탐사가 가장 적었던 행성이었기 때문이다.
2008년까지는 매리너 10호와 메신저가 수성에 가장 가까이 근접한 탐사선이었다. 2008년 1월 14일, 메신저는 플라이바이를 하여, 1975년에 매리너 10호가 행한 것 보다 더 많은 임무를 수행했다. 수성을 탐사하는 세 번째 탐사선은 베피콜롬보이다. 특히, 베피콜롬보는 소형 탐사기 2 개를 보유하고 있다. 베피콜롬보는 JAXA와 ESA의 공동 계획이다. 메신저와 베피콜롬보는 매리너 10호가 그저 관측만 했던 수성의 수수께끼를 풀기 위한 정보를 수집하게 된다.
다른 행성과 비교했을 때, 수성은 태양과 가까워 그로 인한 궤도 주변이 불안정하기 때문에 탐사하기 어려운 행성이다.

## 수성에 대한 흥미
처음에는 수성에 대한 탐사 계획에 초점이 맞추어지지 않았다. 왜냐하면 태양과의 거리가 너무 가깝고 자전 속도가 너무 느려 표면 온도가 극단적으로 변하기 때문이다. (427°C ~ -173°C) 한 때, 수성에서의 테라포밍의 가능성이 논의되었다. 그러나 먼 미래에 가능하고 또, 가능하더라도 화성보다도 덜 실용적이라는 주장이 많았다. 학계에서 현재 수성에서 가장 흥미를 갖고 있는 부분은 매리너 10호가 예기치 못 하게 관측한 부분이다. 매리너 10호 이전에는, 단순히 큰 타원 궤도로 공전하고 있을 뿐이라고 추측되었다. 그러나 지상의 망원경으로 관측한 결과, 과학자들은 여러 가지 다양한 추측을 할 수 있게 되었다.
수성 탐사 계획이 적은 또 다른 이유는 수성 주위를 선회하는 궤도를 잡기 어려운 이유도 있다. 왜냐하면 태양과의 거리가 가까우면 탐사선이 태양 중력장에 끌려가기 때문이다. 게다가, 끌려갈 수록 서서히 그 속도가 빨라지기 때문에, 수성 궤도가 이르렀을 때는 탐사선의 속도를 늦추어야 한다. 이를 위해서는 상당한 양의 연료가 필요하다. 이는 지구의 궤도에서 움직이는 인공 위성과는 다르다. 한편, 수성의 대기는 매우 희박하기 때문에 에어로 브레이크나 낙하 장비를 사용하여 행성에 착륙해 탐사하는데 더욱 큰 어려움이 된다. 결과적으로, 종합하여 볼 때 수성 탐사에는 많은 요구 사항이 있다는 것을 알 수 있다.

## 매리너 10호

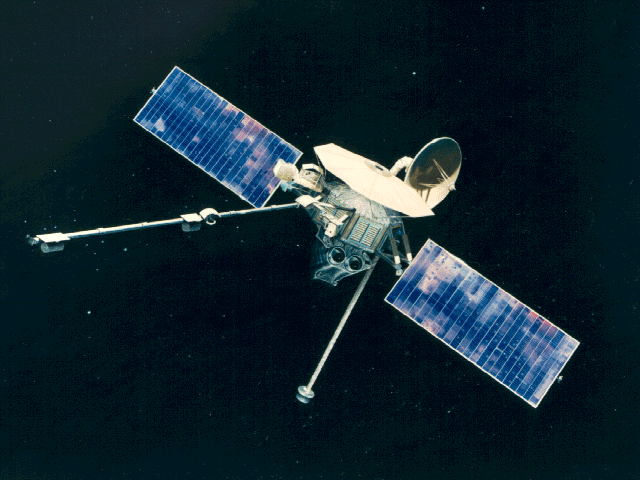
매리너 10호

매리너 10호는 금성과 수성의 대기, 표면, 물리적 특징 등 환경을 조사하기 위한 탐사선이다. 매리너 10호에 사용된 비용은 약 9,800 만 달러였다.
매리너 10호는 태평양 표준시로 1973년 11월 2일 21시 45분, 케네디 우주센터에서 발사되었다. 수성은 태양과 가깝기 때문에 매리너 10호를 수성 궤도에 이르게 하는데 어려움을 겪었다. 수성에 도달하기 위하여 매리너 10호는 금성의 중력장을 이용한 플라이바이를 했다. 그렇게하여 1974년 3월 29일, 수성을 근접 통과했다. 이 때 최초로 수성 근접 관측이 이루어졌다. 그 후, 매리너 10호는 태양 주위를 1 번 돌 때, 수성이 2 번 돌게 항해하여, 임무 종료 전에 추가로 수성에 2 번 더 접근했다. 그러나, 매번 플라이바이 할 때마다, 수성의 같은 면만 보였기 때문에, 매리너 10호가 포착한 부분은 전체 표면의 45 % 밖에 되지 않았다. 1975년 3월 24일, 매리너 10호와 연락이 두절되면서 사실상 임무는 종료되었다. 원인은 연료 부족이었다.
근접 관측으로 2 가지 중요한 정보를 얻을 수 있었다. 첫 번째는 지구의 자기장과 매우 유사한 수성의 자기장이었다. 수성의 축을 따라 매우 느리게 회전하고 있었기 때문에 과학자들에게는 큰 화제거리였다. 두 번째는 표면에 존재하는 다수의 크레이터가 찍힌 시각 자료였다. 시각 자료 또한 과학자들이 수성 지질학을 연구할 수 있는 정보가 되었다.
이런 정보들이 알려짐에 따라 자기장의 비밀도 풀어야 할 숙제가 되었다. 이전에는, 과학자들은 다이너모 효과(지구 자기의 변동으로 전리층에 유도 전류가 발생하는 현상)로 인해 생성되었다고 생각했지만, 표면 사진이 찍힌 후, 그 생각을 다시 고려해 볼 필요가 있었다. 또한, 사진으로 행성의 나이와 구성 성분도 연구할 수 있게 되었다.

## 메신저
메신저는 NASA에서 발사한 수성 탐사선이다. 메신저(MESSENGER)는 MErcury Surface, Space ENvironment, GEochemistry, and Ranging를 따서 만든 것이다. 메신저는 악천후로 인하여 이틀 연기된 2004년 8월 3일, 케이프 커내배럴 공군기지에서 발사되었다. 메신저는 탐사선의 속도를 수정하기 위해 여러번 플라이바이를 했다. 2005년 2월에는 지구를 지났고, 2006년 10월과 이듬해 10월에는 금성을 지나서, 수성 궤도가 진입하는데 총 걸린 시간은 6년하고도 반년이 걸렸다. 궤도에 진입하기 전까지 메신저는 2008년 1월 14일, 10월 6일, 2009년 9월 29일, 이렇게 3번 수성을 통과 비행했다. 플라이바이를 하는 동안, 수성 표면의 95 %를 사진으로 찍었다. 메신저는 화학적 이중 추진 시스템을 사용하여 수성 궤도에 진입했다.
메신저는 2011년 3월 18일에 수성 궤도에 진입, 2015년에 연료가 소진되면서 더 이상 궤도유지가 불가능하게 되자, 수성 충돌 궤도에 돌입했고 결국 2015년 4월 30일에 수성 표면에 충돌함으로써 임무를 마무리 지었다
메신저는 수성의 6가지 의문점에 대해 자료를 수집 할 것이다.
1. 수성 밀도가 높은 이유는 무엇인가?
2. 수성의 지질은 어떤 사건들을 겪었는가?
3. 내부 핵의 구조는 어떻게 되어 있는가?
4. 자기장의 근원은 무엇인가?
5. 극점에 존재하는 물질은 무엇인가?
6. 수성에서 존재하는 휘발성 물질은 무엇인가?[1]

## 베피콜롬보
베피콜롬보는 수성 탐사 계획 중 하나로 ESA와 JAXA가 공동으로 계획했다. 소형 탐사선 2기를 보유하고 있으며, 유럽(MPO)과 일본MMO)에서 각각 한 기씩 제공했으며, 또한 한 기는 사진을 찍고, 다른 한 기는 자기장을 연구하는 등 역할이 확실히 구별되어 있다.
1. 태양 성운, 행성계에 있어서, 수성에 대해 연구해야 할 것은 무엇인가?
2. 왜 수성의 밀도는 다른 지구형 행성보다 높은가?
3. 수성의 핵은 액체인가? 고체인가?
4. 오늘날도 수성 구조는 활동적인가?
5. 금성과 화성, 달도 가지고 있지 못 한 작은 행성이 왜 자기장을 가지고 있는가?
6. 수성의 주 성분이 철임에도, 분광 관측으로는 발견되지 않았던 이유는 무엇인가?
7. 극점의 영구 동토에는 황 혹은 얼음이 존재하는가?
8. 외기권의 형성 원리는 무엇인가?
9. 이온층이 없는데도, 자기장과 태양풍이 어떻게 상호 작용을 하는가?
10. 수성의 자화(磁化)된 환경이 지구에서 관측되는 오로라, 밴 앨랜대, 자기 폭풍 등이 존재한다는 것을 암시하는가?
11. 공간의 왜곡으로 인한 수성의 근일점 변화가 일반상대성이론에 근거한 결과의 오차값을 더 줄일 수 있는가?[12]

매리너 10호나 메신저와 같이, 베피콜롬보는 금성과 지구에서 플라이바이를 사용할 예정이다. 특히, 태양 에너지 추진을 이용하여 달, 금성을 지나 수성에 느린 속도로 도달 할 전망이다. 이런 기술은 태양 중력의 영향을 최소화하여 수성에 접근하기 위해서는 필수적이다.
베피콜롬보는 2018년 10월 경에 발사 되어, 2025년 12월 5일, 수성 궤도로 진입 할 예정이다. 그 후, 2년동안 수성에 대한 정보를 모으고 연구를 행할 것이다.

## 메신저와 베피콜롬보의 비교
베피콜롬보는 메신저 계획을 보완하도록 설계되었다. 그에 더해, 보다 향상된 측정 장비를 싣고 있다. 또한, 베피콜로보와 메신저의 선회 궤도는 매우 다르다.
MPO는 수성에 좀 더 가까운 원 궤도를 돈다. 이는 수성의 사진을 보다 원활하게 찍기 위한 조치이다. 반면, MMO와 메신저는 큰 타원 궤도를 돈다. 이는 궤도의 안정성과 보다 적은 연료를 사용하기 위한 조치이다. 또, 서로 얻는 정보를 보완 할 수 있게 설계했기 때문이다. 두 탐사기는 보다 정확한 측정값을 제공 할 것이다.
두 계획에서 가장 큰 차이점은 구성이다. 베피콜롬보는 메신저와 비슷하게 수성에 대한 숙제를 풀 예정이다.

## 같이 보기
- 수성의 식민지화